# 西岑駅
西岑駅（せいしんえき）は中華人民共和国上海市青浦区に位置する上海地下鉄17号線の駅である。

また同駅は上海地下鉄の駅で最も西に位置している駅でもある。

## 沿革
- 2024年11月30日：開業[2]。

## 駅構造
島式ホーム1面2線を有する高架駅。

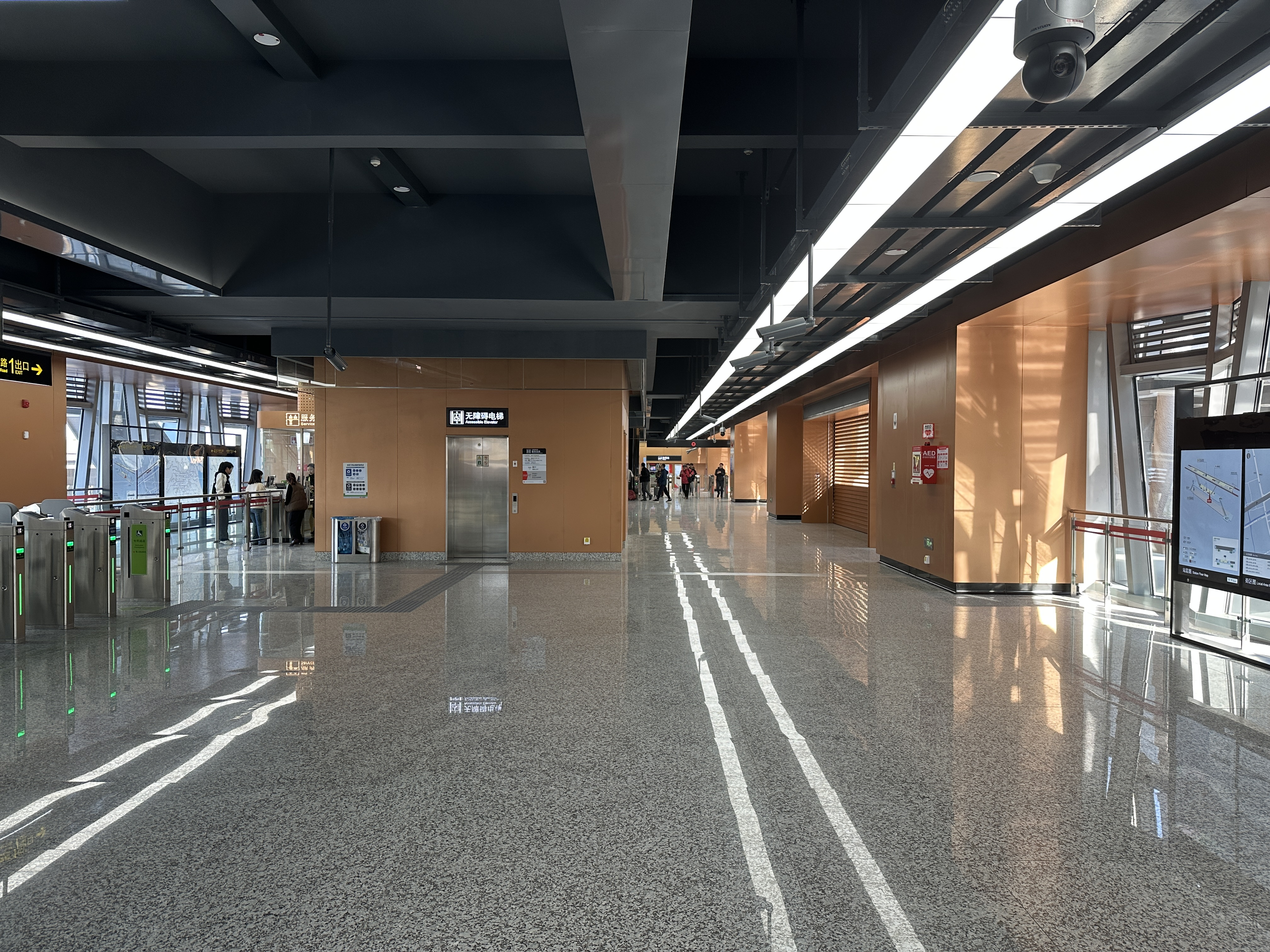
コンコース
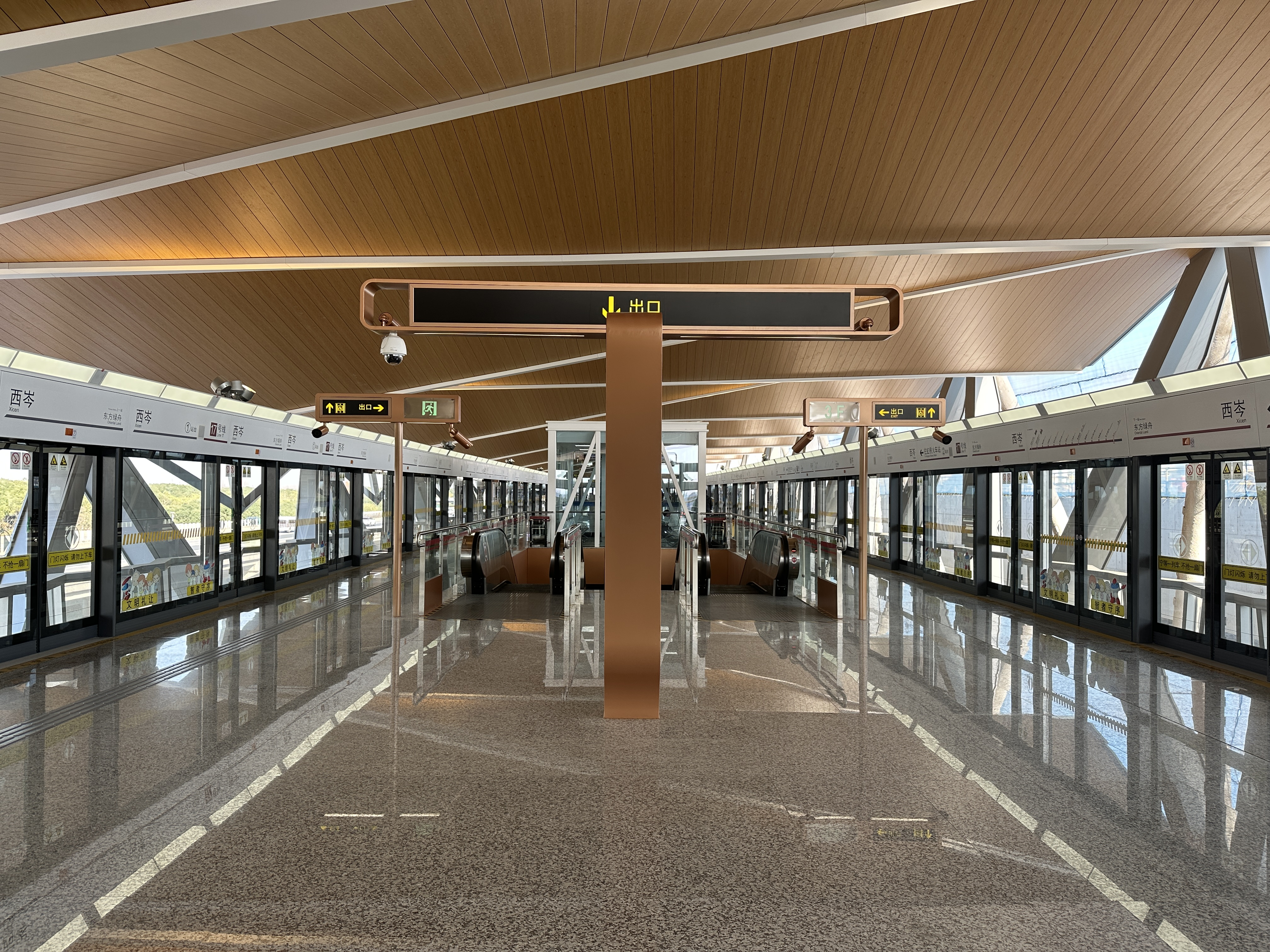
ホーム
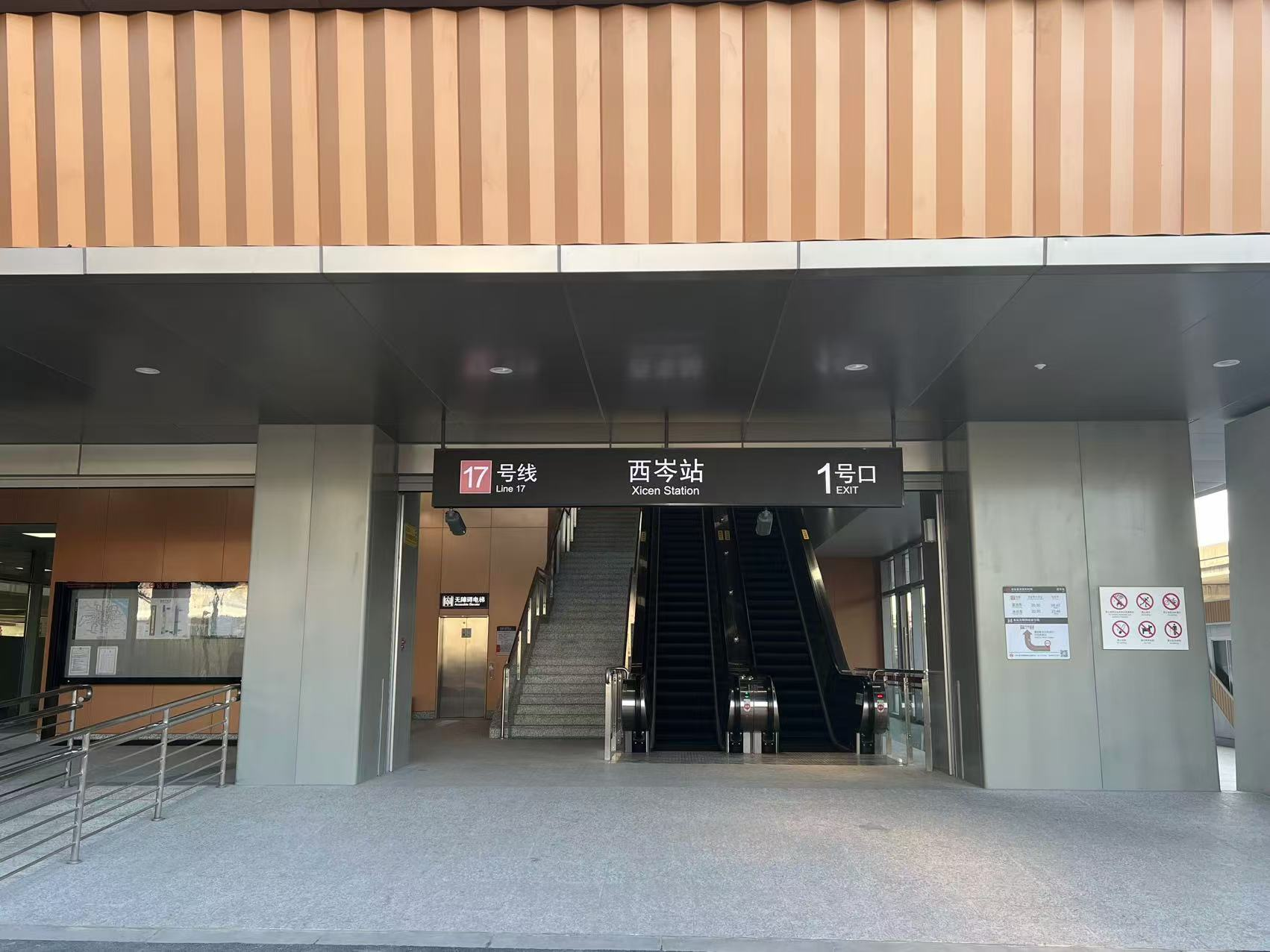
1号出口

### のりば
| 番線 | 路線     | 行先           |
| ---- | -------- | -------------- |
| 1    | ■ 17号線 | 降車ホーム     |
| 2    | ■ 17号線 | 虹橋火車站方面 |

## 駅周辺
- ファーウェイ練秋湖研究開発センター（中国語版）

## 隣の駅
上海軌道交通
■ 17号線
西岑駅 - 東方緑舟駅